# Football Club Fyn
Il Football Club Fyn è stata una società calcistica con sede a Odense, in Danimarca che ha giocato nella 1. Division danese.
Fondata nel 2006, è nata in seguito alla fusione di tre squadre della città di Odense, il Boldklubben 1909, il Boldklubben 1913 ed il Dalum IF. Nella sua stagione iniziale ha militato nella 2nd Division West, girone occidentale della terza divisione nazionale danese.
La società è andata in bancarotta nel 2013 e la squadra è stata dissolta, ripristinando le precedenti società che avevano dato vita alla fusione.

## Rosa 2007-2008
| N. |                      | Ruolo | Calciatore        |
| -- | -------------------- | ----- | ----------------- |
| 1  | Danimarca (bandiera) | P     | Lasse Sømmergaard |
| 3  | Danimarca (bandiera) | D     | Mads Lier         |
| 4  | Danimarca (bandiera) | D     | Jesper Bøge       |
| 5  | Danimarca (bandiera) | C     | Kristopher Jensen |
| 6  | Danimarca (bandiera) | D     | Michael Præst     |
| 7  | Danimarca (bandiera) | A     | Jesper Kjærulff   |
| 8  | Danimarca (bandiera) | C     | Jakob Rasmussen   |
| 9  | Danimarca (bandiera) | C     | Tommy Knudsen     |
| 10 | Danimarca (bandiera) | A     | Mads Overgaard    |
| 11 | Danimarca (bandiera) | A     | Kenneth Larsen    |
| 12 | Danimarca (bandiera) | C     | Mark Kongstedt    |

| N. |                              | Ruolo | Calciatore           |
| -- | ---------------------------- | ----- | -------------------- |
| 14 | Danimarca (bandiera)         | D     | Christian Bannis     |
| 15 | Trinidad e Tobago (bandiera) | D     | Mekeil Williams      |
| 16 | Danimarca (bandiera)         | P     | Christian Gjørtsvang |
| 17 | Danimarca (bandiera)         | C     | Rune Nautrup         |
| 18 | Danimarca (bandiera)         | A     | Sanel Kapidžić       |
| 19 | Danimarca (bandiera)         | D     | Niklas Vemmelund     |
| 20 | Danimarca (bandiera)         | C     | Jacob Mouritsen      |
| 21 | Danimarca (bandiera)         | C     | Philip Lund          |
| 22 | Danimarca (bandiera)         | D     | Mike Mortensen       |
| 23 | Danimarca (bandiera)         | C     | Jens Mårtensen       |
| 24 | Danimarca (bandiera)         | C     | Morten Jacobsen      |

## Palmarès

### Competizioni nazionali
- 2. Division: 2

2008-2009, 2011-2012